# 코먼웰스 뱅크
코먼웰스 뱅크(영어: Commonwealth Bank)는 오스트레일리아의 은행으로, 남반구에서 가장 큰 자산을 가진 상업은행이다.

## 같이 보기
- 오스트레일리아 준비은행